# I Like Chopin
Clip vidéo
(en) [vidéo] « I Like Chopin », sur YouTube
I Like Chopin est une chanson du musicien italien Gazebo, sortie en single en 1983. Classée no 1 dans seize pays, elle s'est vendue à huit millions d'exemplaires à travers le monde. Le titre de la chanson fait référence à la relation entre Frédéric Chopin et George Sand.

## Histoire
En 1982, Gazebo se fait connaître à travers Masterpiece, l'une des premières chansons à faire connaître le son distinctif de l'Italo disco. Avec Pierluigi Giombini, il collabore avec le label Discomagic et participe à l'écriture de Dolce Vita de Ryan Paris. En 1983, il publie son premier album, Gazebo, dont est extrait I Like Chopin.

## Succès commercial
I Like Chopin est classé no 1 dans seize pays et se vend à huit millions d'exemplaires à travers le monde, dont environ 614 000 en France. En Italie, la chanson devient l'un des plus gros succès commerciaux de l'année 1983. En Allemagne, le single est certifié disque d'or par la Bundesverband Musikindustrie (BVMI).

## Clip
Dirigé par David Rose, le clip d'I Like Chopin est tourné au Royaume-Uni (Essex) sur une pellicule au format 16 mm.

## Pistes
| 1. | I Like Chopin                | 4:09 |
| 2. | I Like Chopin (Instrumental) | 4:20 |

| 1. | I Like Chopin                | 7:40 |
| 2. | I Like Chopin (Instrumental) | 7:55 |

## Classements
| Classement (1983-1984)                 | Meilleure position |
| -------------------------------------- | ------------------ |
| Allemagne (GfK Entertainment)          | 1                  |
| Autriche (Ö3 Austria Top 40)           | 1                  |
| Belgique (Flandre Ultratop 50 Singles) | 3                  |
| Espagne (AFYVE)                        | 1                  |
| Finlande (Suomen virallinen lista)     | 2                  |
| Italie (Musica e dischi)               | 1                  |
| Pays-Bas (Nederlandse Top 40)          | 5                  |
| Pays-Bas (Single Top 100)              | 7                  |
| Portugal                               | 1                  |
| Suisse (Schweizer Hitparade)           | 1                  |

| Classement (1983)              | Position |
| ------------------------------ | -------- |
| Allemagne (Media Control AG)   | 13       |
| Autriche (Ö3 Austria Top 40)   | 5        |
| Belgique (Flandre Ultratop 50) | 41       |
| Pays-Bas (Nederlandse Top 40)  | 38       |
| Pays-Bas (Single Top 100)      | 52       |
| Suisse (Schweizer Hitparade)   | 3        |

## Certifications
| Pays             | Certification | Ventes certifiées |
| ---------------- | ------------- | ----------------- |
| Allemagne (BVMI) | Or            | 250 000           |